# المشرق (الشرق الأدنى)

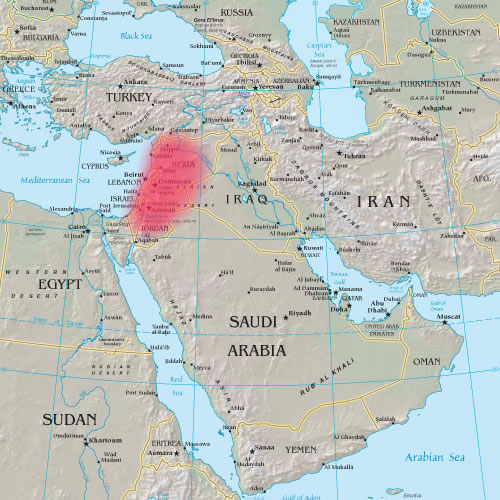

المشرق منطقة تشير عادة إلى الدول المجاورة للساحل الشرقي للبحر الأبيض المتوسط في المقام الأول لبنان وسوريا (دول المشرق حسب الفرنسيين)؛ ولكن منطقة المشرق تشمل أيضًا إسرائيل، فلسطين، والأردن والأناضول، وقبرص، وبلاد ما بين النهرين ومصر. استنبطت قائمة المقاطعات التي يضمها المشرق من المادة 17 من الباب الثاني من المرسوم المؤرخ 3 مارس 1781، بشأن القنصليات والتجارة والملاحة في مستويات بلاد الشام والبربرية.
يُشار إلى المشرق اليوم في كثير من الأحيان باسم «الشرق الأدنى» أو «الشرق الأوسط»، كترجمة حرفية للمصطلح الإنجليزي Middle East. كما أنه في بعض الأحيان يتوافق مع المشرق العربي لكن هذا المصطلح، المستمد من الجذور ش ر ق، («الشرق» أو «شروق الشمس»)، يشير إلى منطقة أوسع تشمل أيضًا العراق. المصطلح العربي الآخر المستخدم هو الشام، والذي يتضمن بنسخته الواسعة سوريا ولبنان والأردن وفلسطين وإسرائيل وقبرص وجزء من جنوب تركيا.

## الجغرافيا والاستخدام الحديث للمصطلح
اليوم، «بلاد الشام» هو المصطلح الذي يستخدمه عادة علماء الآثار والمؤرخون للإشارة إلى تاريخ المنطقة. اعتمد العلماء مصطلح بلاد الشام لتحديد المنطقة جغرافياً حيث أن العرب يطلقون على جهة الشمال اسم الشام وهي مرادفة لبعضها ونظرا لكون الشام "مجموعة ثقافية أوسع، ولكنها ذات صلة" وليس لها "إيحاءات سياسية" لسوريا وفلسطين. يستخدم هذا المصطلح أيضا للإشارة إلى الأحداث الحديثة، والشعوب أو الدول أو أجزاء من الدول في نفس المنطقة، وهي قبرص ومصر والعراق وإسرائيل والأردن ولبنان وفلسطين وسوريا وتركيا تعتبر أحيانا دول بلاد الشام (قارن مع الشرق الأدنى والشرق الأوسط وشرق البحر الأبيض المتوسط وغرب آسيا). يشمل العديد من الباحثين جزيرة قبرص في الدراسات الشامية، بما في ذلك مجلس البحوث البريطانية في بلاد الشام، قسم لغات وثقافات الشرق الأدنى بجامعة كاليفورنيا في لوس أنجلوس، [
مجلة الدراسات الشامية ومعهدUCL للآثا، وقد أُرخ آخرها العلاقة بين قبرص والبر الرئيسي لبلاد الشام إلى أوائل العصر الحديدي. استخدم علماء الآثار الذين يسعون إلى اتباع توجه محايد لا ينسجم مع الكتاب المقدس ولا مع الوطن مصطلحات مثل علم الآثار الشامي وعلم الآثار في جنوب بلاد الشام.
في حين أن استخدام مصطلح "بلاد الشام" في الأوساط الأكاديمية قد اقتصر على مجالات علم الآثار والأدب، إلا أن هناك محاولة حديثة لاستعادة مفهوم بلاد الشام كفئة من التحليل في العلوم السياسية والاجتماعية. وقد أُطلقت مجلتين أكاديميتين في أوائل عام 2010 باستخدام الكلمة: مجلة الدراسات الشامية، التي يصدرها معهد فان لير في القدس ومجلة ليفانتين، التي تنشرها كلية بوسطن.
استخدمت كلمة بلاد الشام في بعض الترجمات لمصطلح الشام كما هو مستخدم من قبل التنظيم المعروف باسم داعش، الدولة الإسلامية في العراق والشام، وأسماء أخرى، على الرغم من وجود خلاف حول ما إذا كانت هذه الترجمة دقيقة.

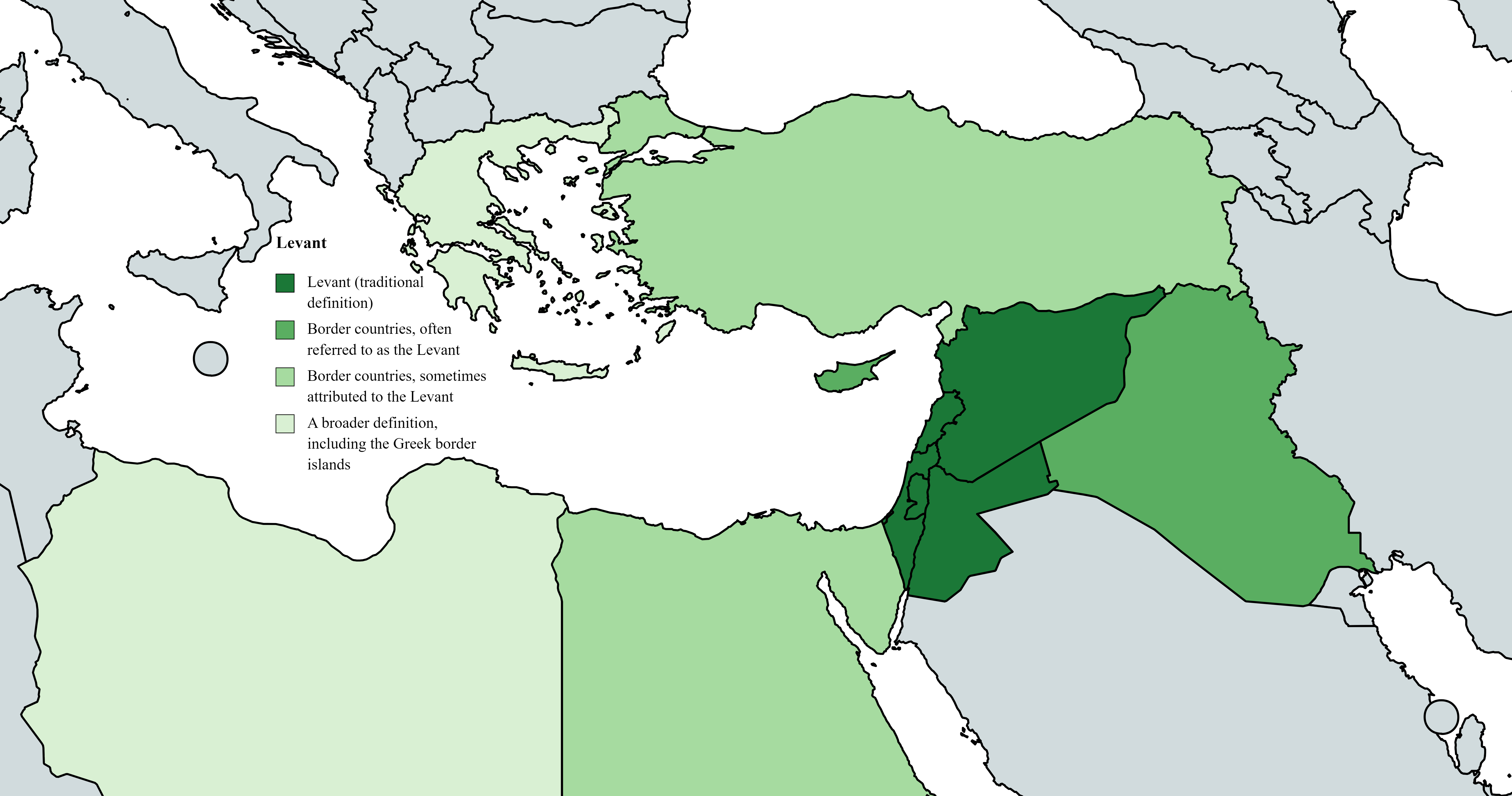
خريطة المشرق

## التركيبة السكانية والدين

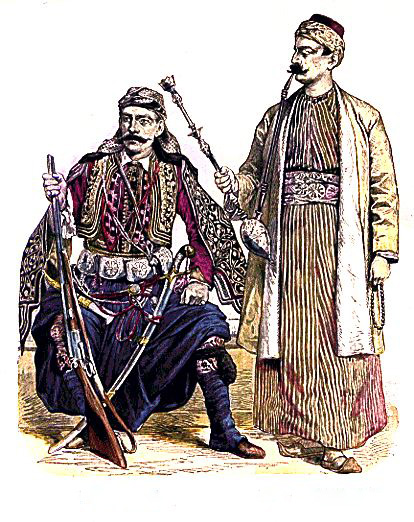
أمير من لبنان ومسلم من دمشق، أواخر القرن 19

أكبر مجموعة دينية في بلاد الشام هم المسلمون وأكبر مجموعة عرقية هم العرب. أصبح الإسلام منتشر بشكل كبير في المنطقة بسبب الفتح الإسلامي لبلاد الشام في القرن السابع. غالبية مسلمي الشام هم من السنة مع أقليات علوية وشيعية. تشمل المجموعات العرقية والدينية الكبيرة الأخرى في بلاد الشام اليهود والموارنة والأتراك والتركمان واليونانيين الأنطاكيين والآشوريين واليزيديين والأكراد والدروز والأرمن.
هناك العديد من الجماعات المسيحية المشرقية مثل اليونانية والأرثوذكسية الشرقية (بشكل رئيسي السريانية الأرثوذكسية والأقبطية والجورجية والمارونية) والرومان الكاثوليك والنسطوريون والبروتستانت. ينتمي الأرمن في الغالب إلى الكنيسة الرسولية الأرمنية. هناك الشاميون أو الفرنسيو الشام الذين هم في الغالب من الروم الكاثوليك. هناك أيضا الشركس والأتراك والسامريين والنوارس. هناك شعوب آشورية تنتمي إلى كنيسة المشرق الآشورية (مستقلة) والكنيسة الكلدانية الكاثوليكية (الكاثوليكية).
بالإضافة إلى ذلك، يوجد في هذه المنطقة عدد من المواقع ذات الأهمية الدينية، مثل المسجد الأقصى، وأنطاكية في هاتاي وكنيسة القيامة، وحائط الغربي [بحاجة لمصدر] في القدس.

### قائمة الكتب المراجعية
- Maurice Sartre, D'Alexandre à Zénobie : Histoire du Levant antique, IVe قرن avant Jésus-Christ-IIIe قرن après Jésus-Christ, Fayard, 2001.
- Allan Toriel & Sylvérik, Tourville, Chevalier du Levant, Vagabondages, Bayeux, 2008 (ردمك 978-2-91814-302-4).
- Dominique Trimbur (Hg.), « Europäer in der Levante. Zwischen Politik, Wissenschaft und Religion (19.–20. Jahrhundert) / Des Européens au Levant. Entre politique, science et religion (قالب:Sp-) », München (Oldenbourg) 2004 (Pariser Historische Studien, 53), (ردمك 3-486-57561-9). على الويب في موقع perspectivia.net.
- Alain Blondy, Bibliographie du monde méditerranéen. Relations et échanges (1453-1835), Paris, Presses de l’université de Paris-Sorbonne, 2003, 301 p. (ردمك  2-84050-272-0).

### مقالات ذات صلة
- التسميات: الشرق الأوسط - الشرق الأدنى - المشرق - سوريا الكبرى
- مطبخ بلاد الشام

### الهوامش
1. ↑  Ces expressions (en arabe, en anglais ou en français) proviennent de milieux linguistiques différents et elles ont aussi des origines différentes. Il est donc en grande partie spécieux de chercher à les traduire simplement comme des termes équivalents, mais les expliquer en les replaçant dans leur contexte.